# Tirreno-Adriatico 1986
La Tirreno-Adriatico 1986, ventunesima edizione della corsa, si svolse dal 6 al 12 marzo 1986 su un percorso di 980,87 km, suddiviso su 6 tappe, precedute da un prologo. La vittoria fu appannaggio dell'italiano Luciano Rabottini, che completò il percorso in 26h52'22", precedendo i connazionali Francesco Moser e Giuseppe Petito.
I corridori che presero il via da Ladispoli furono 183, mentre coloro che tagliarono il traguardo di San Benedetto del Tronto furono 118.

## Tappe
| Tappa  | Data     | Percorso                                                                | km     | Vincitore di tappa   | Leader cl. generale |
| ------ | -------- | ----------------------------------------------------------------------- | ------ | -------------------- | ------------------- |
| Pr.    | 6 marzo  | Ladispoli (cron. individuale)                                           | 5,97   | Francesco Moser      | Francesco Moser     |
| 1ª     | 7 marzo  | Ladispoli > Cortona                                                     | 213    | Luciano Rabottini    | Luciano Rabottini   |
| 2ª     | 8 marzo  | Cortona > Gubbio                                                        | 174    | Daniele Caroli       | Luciano Rabottini   |
| 3ª     | 9 marzo  | Gubbio > Porto Recanati                                                 | 198    | Gottfried Schmutz    | Luciano Rabottini   |
| 4ª     | 10 marzo | Civitanova Marche > Ascoli Piceno                                       | 187    | Jean-Paul van Poppel | Luciano Rabottini   |
| 5ª     | 11 marzo | Grottammare > Montegiorgio                                              | 184,6  | Roberto Pagnin       | Luciano Rabottini   |
| 6ª     | 12 marzo | San Benedetto del Tronto > San Benedetto del Tronto (cron. individuale) | 18,3   | Francesco Moser      | Luciano Rabottini   |
| Totale | Totale   | Totale                                                                  | 980,87 |                      |                     |

## Dettagli delle tappe

### Prologo
- 6 marzo: Ladispoli - (cron. individuale) – 5,97 km

Risultati
| Pos. | Corridore       | Squadra                | Tempo |
| ---- | --------------- | ---------------------- | ----- |
| 1    | Francesco Moser | Supermercati Brianzoli | 7'25" |
| 2    | Guido Bontempi  | Carrera-Vagabond       | s.t.  |
| 3    | Jelle Nijdam    | Kwantum Hallen-Yoko    | s.t.  |

| Pos. | Corridore       | Squadra                     | Tempo |
| ---- | --------------- | --------------------------- | ----- |
| 1    | Francesco Moser | Sup. Brianzoli-Château d'Ax |       |

### 1ª tappa
- 7 marzo: Ladispoli > Cortona – 213 km

Risultati
| Pos. | Corridore           | Squadra          | Tempo    |
| ---- | ------------------- | ---------------- | -------- |
| 1    | Luciano Rabottini   | Vini Ricordi     | 6h09'33" |
| 2    | Palmiro Masciarelli | Gis Gelati-Oece  | s.t.     |
| 3    | Éric Boyer          | Système U-Gitane | a 3'03"  |

| Pos. | Corridore         | Squadra      | Tempo |
| ---- | ----------------- | ------------ | ----- |
| 1    | Luciano Rabottini | Vini Ricordi |       |

### 2ª tappa
- 8 marzo: Cortona > Gubbio – 174 km

Risultati
| Pos. | Corridore           | Squadra             | Tempo    |
| ---- | ------------------- | ------------------- | -------- |
| 1    | Daniele Caroli      | Ecoflam-Jollyscarpe | 4h43'29" |
| 2    | Steven Rooks        | PDM-Concorde        | a 2"     |
| 3    | Christophe Lavainne | Système U-Gitane    | s.t.     |

| Pos. | Corridore         | Squadra      | Tempo |
| ---- | ----------------- | ------------ | ----- |
| 1    | Luciano Rabottini | Vini Ricordi |       |

### 3ª tappa
- 9 marzo: Gubbio > Porto Recanati – 198 km

Risultati
| Pos. | Corridore         | Squadra      | Tempo    |
| ---- | ----------------- | ------------ | -------- |
| 1    | Gottfried Schmutz | Cilo-Aufina  | 5h09'22" |
| 2    | Mario Beccia      | Malvor       | s.t.     |
| 3    | Pedro Delgado     | PDM-Concorde | s.t.     |

| Pos. | Corridore         | Squadra      | Tempo |
| ---- | ----------------- | ------------ | ----- |
| 1    | Luciano Rabottini | Vini Ricordi |       |

### 4ª tappa
- 10 marzo: Civitanova Marche > Ascoli Piceno – 187 km

Risultati
| Pos. | Corridore            | Squadra       | Tempo    |
| ---- | -------------------- | ------------- | -------- |
| 1    | Jean-Paul van Poppel | Skala-Gazelle | 5h05'10" |
| 2    | Urs Freuler          | Atala-Ofmega  | s.t.     |
| 3    | Eric Vanderaerden    | Panasonic     | s.t.     |

| Pos. | Corridore         | Squadra      | Tempo |
| ---- | ----------------- | ------------ | ----- |
| 1    | Luciano Rabottini | Vini Ricordi |       |

### 5ª tappa
- 11 marzo: Grottammare > Montegiorgio – 184,6 km

Risultati
| Pos. | Corridore      | Squadra        | Tempo    |
| ---- | -------------- | -------------- | -------- |
| 1    | Roberto Pagnin | Malvor         | 5h12'36" |
| 2    | Stefan Mutter  | PDM-Concorde   | a 7"     |
| 3    | Rolf Sørensen  | Murella-Fanini | s.t.     |

| Pos. | Corridore         | Squadra      | Tempo |
| ---- | ----------------- | ------------ | ----- |
| 1    | Luciano Rabottini | Vini Ricordi |       |

### 6ª tappa
- 12 marzo: San Benedetto del Tronto > San Benedetto del Tronto - (cron. individuale) – 18,3 km

Risultati
| Pos. | Corridore       | Squadra                | Tempo  |
| ---- | --------------- | ---------------------- | ------ |
| 1    | Francesco Moser | Supermercati Brianzoli | 22'00" |
| 2    | Laurent Fignon  | Système U-Gitane       | a 19"  |
| 3    | Lech Piasecki   | Del Tongo-Colnago      | a 24"  |

| Pos. | Corridore         | Squadra                | Tempo     |
| ---- | ----------------- | ---------------------- | --------- |
| 1    | Luciano Rabottini | Vini Ricordi           | 26h52'22" |
| 2    | Francesco Moser   | Supermercati Brianzoli | a 1'34"   |
| 3    | Giuseppe Petito   | Gis Gelati-Oece        | a 2'21"   |

## Classifiche finali

### Classifica generale - Maglia azzurra
| Pos. | Corridore           | Squadra                | Tempo     |
| ---- | ------------------- | ---------------------- | --------- |
| 1    | Luciano Rabottini   | Vini Ricordi           | 26h52'22" |
| 2    | Francesco Moser     | Supermercati Brianzoli | a 1'34"   |
| 3    | Giuseppe Petito     | Gis Gelati-Oece        | a 2'21"   |
| 4    | Christophe Lavainne | Système U-Gitane       | s.t.      |
| 5    | Steven Rooks        | PDM-Concorde           | a 2'24"   |
| 6    | Acácio da Silva     | Malvor                 | a 2'30"   |
| 7    | Roberto Visentini   | Carrera-Vagabond       | a 2'32"   |
| 8    | Harald Maier        | Supermercati Brianzoli | a 2'36"   |
| 9    | Heinz Imboden       | Cilo-Aufina            | a 2'50"   |
| 10   | Teun Van Vliet      | Panasonic              | a 2'51"   |